# Колен (мифология)
Колен (др.-греч. Κόλαινος) — персонаж древнегреческой мифологии, царь аттического дема Мирринунта до воцарения а Аттике Кекропа I.
Согласно Гелланику и Фанодему Колен был потомком бога Гермеса, и что после указаний оракула он основал в Мессении соседний городу Корони город Колониды, жители которого информировали Павсания о том, что они не коренные мессенцы, а колония переселенцев из Аттики, а привел их с собой Колен, которому направление миграции указывал хохлатый жаворонок.
Несмотря на то, что упоминание Павсанием мифического Колена, как основателя города Колониды, восходит ко временам позднего бронзового века, и город с таким названием не известен более нигде, не исключено, что Колониды были основаны после 365 года вместе с соседними Корони. В период после третьего похода фиванцев на Пелопоннес мессенцы и фиванцы во главе с Эпаминондом активно основывали поселения в укрепленных местах, в целях изоляции проспартанских городов Асина и Метони. Вместе с тем высказывается и противоположное мнение о маловероятности основания Колонид во времена Эпаменонда, т.к. поселенцам основываемого города Колонида, который расположен в непосредственной близости с Асиной, было бы непросто в тесном соседстве с вражеским городом, поддерживавшимся постоянной спартанской гвардией.
Павсаний в Мирринунте застал культ Артемиды Колениды (Ἄρτεμις Κολαινίς), почитавшийся местными в форме деревянной статуи, однако старожилы не знали происхождение эпитета «Коленида», что позволило Павсанию высказать предположение, что эпитет происходит от имени одноимённого древнего аттического царя.